# Across the Country Vol. 2
Across the Country Vol. 2 – album koncertowy Elvisa Presleya, składający się z koncertu (Evening Show) nagranego o 8:30 pm, 31 maja 1975 roku w Huntsville w Alabamie. Elvis ubrany był w Red Phoenix suit. Wydany został w 2007 roku.  

## Lista utworów
1. "Sweet Inspiration" - 17 października 1976, Minneapolis
2. "The Last Time I Saw Him" - 17 października 1976, Minneapolis
3. "Introductions of band and Sweet Inspiration" - 17 października 1976, Minneapolis
4. "Stevie Wonder medley (Stevie is a Wonder)" - 17 października 1976, Minneapolis
5. "Closing Announcements" - 17 października 1976, Minneapolis
6. "All Shook Up"
7. "Teddy Bear – Don’t Be Cruel"
8. "The Wonder of You"
9. "Burning Love"
10. "Introduction"
11. "Johnny B. Goode"
12. "Drums Solos"
13. "Bass Solo
14. "Piano Solo"
15. "School Days"
16. "I Can’t Stop Loving You"
17. "T-R-O-U-B-L-E"
18. "Hawaiian Wedding Song"
19. "Let Me Be There"
20. "Why Me Lord"
21. "American Trilogy"
22. "Hound Dog"
23. "Funny How Time Slips Away"
24. "Little Darlin'"
25. "I’m Leavin’"
26. "Can’t Help Falling in Love"
27. "Closing Vamp"

## Bonus
1. "What’d I Say", "And I Love You So" - 17 marca 1976 r. Johnson City, TN.
2. "If You Love Me", "You Gave Me a Mountain", "Help Me" - 15 lutego 1977 r. Orlando, FL.